# Seznam tankovskih lovcev druge svetovne vojne
Seznam tankovskih lovcev druge svetovne vojne.

## Seznam

### Nemčija
- Panzerjäger I
- Hetzer
- Jagdpanther
- Marder
Marder I
Marder II
Marder III
- Nashorn
- Jagdtiger
- Elefant

### Sovjetska zveza
- SU-85
- SU-100

### Združeno kraljestvo
- Archer